# 生長の家青年会
生長の家青年会（せいちょうのいえせいねんかい）は、生長の家の青年組織。

## 概要
生長の家青年会は生長の家の青年組織であり、生長の家の在家信徒で構成される組織会の一つ。13歳以上40歳未満の男女で構成される。「生長の家青年会 ヴィジョン」を掲げた活動を全国で行っている。
組織会とは、生長の家の信徒のうち「生長の家の人類光明化運動・国際平和信仰運動に加わり、実際に布教活動を行いたい」者が参加する会であり、「生長の家の教えを生活に実践し、信仰による国際平和をめざすさまざまな活動を展開」するとしている。
かつては生長の家政治連合や日本青年協議会と関係が深く、政治活動を推進していた。現在は特定の政党を支持する活動は行ってはいないものの「脱原発」を訴え、安倍政権への不支持を公式サイトで表明している。
今の会長は金内崇幸。

## ヴィジョン
生長の家青年会は「自然と人間が共存する新たな文明」への方針を明確にするために2015年に当時青年会会長であった眞藤雅史主導で「生長の家青年会ヴィジョン」を制定した。
ヴィジョンでは「新文明構築の潮流を起こさんとする」ことを目的として「もちまえの行動力を存分に発揮し、多様な才能の開発と柔軟な発想を結集して」行う具体策が列記されている。
なお、ヴィジョン制定に伴い生長の家青年会綱領は廃止された。ヴィジョンは綱領と比べて内容（特に実践の部分）が具体化された。またヴィジョンには「日常生活で起こる様々な問題を生長の家の教えに基づいて解決する」など個人の救済に重きを置いた具体策が明記されている。

## 組織
生長の家国際本部に「生長の家青年会中央部」が設置。また、議決機関として「中央委員会」が存在する。「中央委員会」の下に「教区青年会」が存在し、原則として各都道府県単位に設置される生長の家の教区ごとに活動している。
日常の青年会活動は、各地域の「単位青年会」によって行われている。また、各大学ごとに設置される大学生組織の「生長の家学生会」、地域ごとに設置される高校生組織の「単位生高連」、原則として市町村ごとに設置される中学生組織の「ジュニア友の会」も単位青年会に準ずる組織として扱われる。

### 生長の家高校生連盟
生長の家の高校生組織。略称は「生高連」。戦後、谷口雅春が高校生相手の練成会と呼ばれる合宿を何度か開催しており、その結果、各地で高校生が集会を開催、それらを全国規模で運営する組織として1960年に結成された。
過去には優生保護法廃止（優生学反対・堕胎反対）や反日教育への反対を訴えて、各地の高校で日本教職員組合と激しく対立、全国の高校の文化祭で堕胎反対のパンフレットを一斉配布したこともある。
また、各地で高校生を対象とした誌友会を開催している。なお、かつては生長の家高校生連盟中央委員会が各地の生高連を指揮していたが、現在では各地の教区青年会が設置する「高校生対策部」が単位生高連を指導する形になっている。

## 歴史

### 結成
生長の家の青年信徒による活動は戦前から行われていたものの、全国組織は存在しなかった。戦後、生長の家の青年や学生によって各地で集いが創られ、それぞれ独自に機関誌を発行していた。1947年に各地で発行されていた機関誌を統合する形で全国規模の雑誌である『生長する青年』が発刊され、その創刊号で「全日本生長の家青年会」を結成することを発表した。
1948年には「全日本生長の家全国大会」が開催され、そこで名称を「生長の家青年会」とすることが決定され、日本国内における全国組織として運動をスタートした。1950年には谷口清超が総裁となった。

### 学生運動への対応
1960年に生長の家高校生連盟が結成されたころ、60年安保闘争の影響を受けて各地で学園紛争が頻発していた。元々保守的な教義を掲げていた生長の家は、全学連をはじめとする左翼系の学生運動に否定的であった。さらに、1965年には青年会が「憲法問題に対するわれらの基本的立場」を発表、日本国憲法は無効であり大日本帝国憲法の復原・改正を行うべき（憲法無効論）と主張した。1966年に生長の家学生会全国総連合（全国学協）が結成されると、全国学生自治体連絡協議会の結成に関わるなど、積極的に民族派学生運動を推進した。
生長の家本部には「生長の家青年局」が設置され、青年局は生長の家本部直轄道場である飛田給道場とともに、政治活動に熱心な派閥である「飛田給派」の拠点となった。しかし、1980年代になると全国学協の分裂や生長の家政治連合の活動停止が重なり、さらには1985年には青年局自体が解体されて青年会の政治活動は終わりを告げた。

### 現在
1990年代から生長の家は地球環境問題や生命倫理問題に警鐘を鳴らしてきた。そこで、2015年には「自然と人間が共存する新しい文明」の構築を掲げて青年会の会則を改正、「生長の家青年会ヴィジョン」を制定した。
また、各地で「クリーンウォーキング」と称する清掃活動や飢餓救済の募金活動も行っている。

## 主な出身者
- 谷口清超　前生長の家総裁（元青年会総裁）
- 谷口雅宣　現生長の家総裁（元生長の家高校生連盟東京第一教区連盟委員長）
- 鈴木邦男　一水会顧問（元生長の家学生会全国総連合書記長）
- 椛島有三　日本協議会会長（元長崎大学生長の家学生会委員長）
- 井脇ノブ子　教育者（元大分教区青年会会員）
- 楠本行孝　前生長の家総本山総務（元國學院大學生長の家学生会委員長）
- 高橋史朗　教育学者（元生長の家高校生連盟委員長）